# Тузлуковка
Тузлуковка — деревня в Боготольском районе Красноярского края России. Входит в состав Большекосульского сельсовета. Находится примерно в 18 км к западу от районного центра, города Боготол, на высоте 253 метров над уровнем моря.

## Население
| 2010 |
| ---- |
| 18   |

Гендерный состав
По данным Всероссийской переписи населения 2010 года 9 мужчин и 9 женщин из 18 чел.

## Улицы
Уличная сеть деревни состоит из одной улицы (ул. Тузлуки).